# عشق
عِشق یا دل‌دادِگی حسی است که به معنای دوست داشتن فرد یا چیزی است.
اما در کل عشق باور و احساسی عمیق، شدید و لطیفی است که با مفاهیم صلح و انسان‌دوستی مطابقت دارد. با این وجود کلمه «عشق» در شرایط مختلف معانی مختلفی را بازگو می‌کند: علاوه بر عشق رمانتیک که آمیخته‌ای از احساسات و میل جنسی است، انواع دیگر عشق مانند عشق عرفانی و عشق افلاطونی، عشق مذهبی، عشق به خانواده، عشق به همسر، عشق به فرزند، عشق به دوست و … را نیز می‌توان متصور شد؛ در واقع این کلمه را می‌توان در مورد علاقه به هر چیز دوست‌داشتنی و فرح‌بخش، مانند فعالیت‌های مختلف و انواع احساسات به کار برد. جملهٔ «عشق چیست؟» به زبان انگلیسی، "?What is love"، در سال ۲۰۱۲ میلادی، پرتکرارترین عبارت جستجو شده به این زبان در جستجوگر گوگل بوده‌است.

## ریشهٔ واژه

الگویی از دوستداران کهن، رومئو و ژولیت، نقاشی از فرانک دیکسی

عشق، از عشقه گرفته شده‌است و آن گیاهی بدون ریشه است به نام لبلاب، چون بر درختی پیچد آن را بخشکاند. عشق صوری درخت جسم صاحبش را، خُشک و زردرو می‌کند، اما عشق معنوی بیخ درخت هستی عاشق را خشک سازد و او را از خود بمیراند. عشق را در لغت افراط در دوست داشتن و محبت تام معنی کرده‌اند.
در زبان فارسی به کسی که دارای احساس عشق نسبت به کسی دیگر است، دل‌داده یا عاشق و به کسی که مورد احساس عشق طرف دیگر است؛ دلبر، دلربا یا معشوق/معشوقه می‌گویند. واژه عشق در ادبیات فارسی به‌ویژه ادبیات غنایی، پایگاه و اهمیتی ویژه و والا دارد و بسیاری از شاعران پارسی، دربارهٔ عشق و عاشقی، وصف معشوق و سختی‌های عاشقی، اشعاری با ارزش ادبی والا دارند. همچنین گاهی، این کلمه دربارهٔ عشق انسان به خدا نیز آمده‌است که در مقوله عرفان و مذهب می‌گنجد.

## بررسی معنی

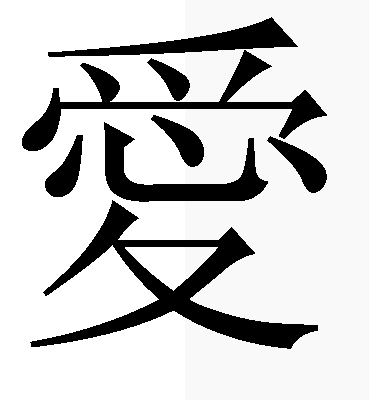
نویسهٔ چینی سنتی به مفهوم عشق (愛) که از یک قلب (در وسط) تشکیل شده که دارای «کشش»، «احساس» یا «تفاهم» است و یک احساس با ارزش را یادآوری می‌کند.

اگر چه تعریف دقیق کلمه «عشق» کار بسیار سختی است و نیازمند بحث‌های طولانی و دقیق است، اما جنبه‌های گوناگون آن را می‌توان از راه بررسی چیزهایی که «عشق» یا عاشقانه «نیستند» تشریح کرد. عشق به عنوان یک احساس مثبت و (شکل بسیار قوی «دوست داشتن») معمولاً درنقطه مقابل تنفر (یا بی‌احساسی محض) قرار می‌گیرد و در صورتی که در آن عامل میل جنسی کمرنگ باشد و یک شکل خالص و محض رابطه رمانتیک را متضمن باشد، با کلمه شهوت قابل قیاس است؛ عشق در صورتی که یک رابطه بین فرد و دیگر افراد را توصیف کند که در آن زمزمه‌های رمانتیک زیادی وجود دارد در مقابل دوستی و رفاقت قرار می‌گیرد؛ با وجود آنکه در برخی از تعریف‌ها «عشق» بر وجود رابطه دوستانه بین دو نفر در بافت‌های خاص تأکید دارد.
«عشق» در معنای عام خود بیشتر به وجود رابطه دوستانه بین دو نفر دلالت دارد. عشق معمولاً نوعی توجه و اهمیت دادن به یک شخص یا شیء است که حتی گاهی این عشق محدود به خود نمی‌شود (مفهوم خودشیفتگی).
با این وجود در مورد مفهوم عشق نظرات متفاوتی وجود دارد. عده‌ای وجود عشق را نفی می‌کنند. عده‌ای هم آن را یک مفهوم انتزاعی جدید می‌دانند و تاریخ «ورود» این واژه به زبان انسان‌ها و در واقع اختراع آن را طی قرون وسطی یا اندکی پس از آن می‌دانند که این نظر با گنجینه باستانی موجود در زمینه عشق و شاعری در تضاد است. عده دیگری هم می‌گویند که عشق وجود دارد و یک مفهوم انتزاعی صرف نیست، اما نمی‌توان آن را تعریف کرد و در واقع کمیتی معنوی و متافیزیک است. برخی از روان‌شناسان اعتقاد دارند که عشق عمل به عاریه سپردن «مرزهای خودی» یا «حب نفس» به دیگران است. عده‌ای هم سعی دارند عشق را از طریق جلوه‌های آن در زندگی امروزی تعریف نمایند.
تفاوت‌های فرهنگی میان کشورها و اقوام مختلف امکان دستیابی به یک معنای همگانی و فراگیر در مورد کلمه عشق را تقریباً ناممکن ساخته‌است. در توصیف کلمه عشق ممکن است عشق به یک نفس یا عقیده، عشق به یک قانون یا مؤسسه، عشق به جسم (بدن)، عشق به طبیعت، عشق به غذا، عشق به پول، عشق به آموختن، عشق به قدرت، عشق به شهوت، یا عشق به انواع مفاهیم دیگر در نظر باشد و افراد مختلف برای افراد و چیزهای مختلف درجه دوست داشتن متفاوتی را بروز می‌دهند. عشق مفهومی انتزاعی است که تجربه کردن آن بسیار ساده‌تر از توصیفش است. به علت پیچیدگی مفهوم عشق و انتزاعی بودن آن معمولاً بحث در مورد آن به کلیشه‌های ذهنی خلاصه می‌شود و در مورد این کلمه ضرب‌المثل‌های زیادی وجود دارد، از گفته ویرژیل یعنی «عشق همه جا را تسخیر می‌کند» گرفته تا آواز گروه بیتلز یعنی «همه چیزی که به آن احتیاج داری عشق است».
برتراند راسل عشق را یک «ارزش مطلق» می‌داند که در برابر ارزش نسبی قرار دارد.

## انواع
- عشق حیرانی - اصطلاح حیرانی (Agape) توسط مسیحیان اولیه (و به خصوص یونانیان، ریشه این کلمه یونانی است) برای اشاره به پذیرش بی‌قید و شرط و دوست داشتن یک فرد اطلاق شده‌است. این نوع از عشق بر اساس تصمیم و نه احساسات شکل می‌گیرد.
- عشق با وقار - نوعی رفتار مودبانه و موقرانه که در اواخر قرون وسطی در مورد خانم‌ها و عاشقان آن‌ها به کار می‌رفت.
- عشق دروغین - نوعی عشق نادرست با هدف کسب مادیات (می توان مفهوم عشق را برای این نوع، قائل نشد)
- عشق جنسی (eros) - میل جنسی نسبت به یک فرد
- عشق به خانواده - عشق به افراد خانواده و مهربانی به آنها
- عشق آزاد - رابطه جنسی بر اساس انتخاب فرد که محدود به ازدواج نمی‌شود
- شیفتگی - در عهد جدید به معنای عشق احساسی مشروط به کار می‌رود یعنی «دوستت دارم چون…»
- عشق افلاطونی – یک رابطه نزدیک که در آن رابطه جنسی وجود ندارد یا سرکوب یا محدود شده‌است.
- عشق ظاهری - رابطه عاشقانه‌ای که در آن پختگی لازم وجود ندارد و «راستین» نیست. این کلمه دارای بار معنایی منفی است و تأکید دارد که عشق در دوران جوانی معمولاً کمتر راستین و واقعی است.
- عشق به مذهب - تعهد و دوست داشتن خدا یا مذهب
- عشق رومانتیک ـ علاقه‌ای که ترکیبی از صمیمیت و میل جنسی است.
- عشق راستین - عشق بدون قید و شرط یا انگیزه خاص. دوست داشتن فرد فقط به خاطر خود و نه رفتارها یا عقایدش. همچنین به عشق بی‌قید و شرط اشاره دارد.
- عشق یک طرفه - مهر عاطفه‌ای که یک طرفه‌است.
- شهوت - عاطفه بر اساس شهوت و تمایل به ارضای نفس.
- عشق لحظه‌ای - عشقی که در لحظه‌ای که فرد برای اولین بار با فردی تماس می‌گیرد به وجود می‌آید. از این عشق به مراتب در داستان‌ها و ادبیات یاد شده‌است و به “ love at first sight ” معروف است.
- عشق مستلزم فداکاری - فداکاری و گذشتن از جان یا چیز با ارزش دیگری برمبنای عشق.[۱۱]
- عشق اساطیری - به عشق‌های داستانی و سرشار از شور و هیجان به معشوق رسیدن عشق اساطیری می‌گویند[۱۲]

## تقسیم‌بندی انواع عشق
1. عشق طبعی و عشق روحانی و عشق الهی - در عشق طبعی عاشق معشوق را از برای خود خواهد. در عشق روحانی عاشق معشوق را هم از برای خود و هم از برای معشوق خواهد. در عشق الهی عاشق معشوق را نه برای خود بلکه برای معشوق می‌خواهد.[۱۳]
2. عشق حقیقی و عشق مجازی - عشق مجازی از حسن صوری پیدا می‌شود و مانند آن ناپایدار است. از این عشق حاصلی جز بقای نسل باقی نمی‌ماند. این عشق از تصعید و تلطیف میلی جنسی پیدا می‌شود. اما عشق حقیقی یا عشق الهی، فیض و جذبه‌ای است که از طرف معشوق مطلق، بر دل عاشق صادق فرود می‌آید.[۷]
3. عشق عرفانی
4. اروس (eros): عشق شهوانی - عشق به زیبایی - فاقد منطق - عشق فیزیکی که به‌واسطه جذابیت و کشش‌های جسمانی یا ابراز آن به‌طور فیزیکی نمایان می‌گردد -همان عشق در نگاه اول - با شدت آغاز شده و به سرعت فروکش می‌کند.
5. لودوس (ludus): عشق تفننی - این عشق بیشتر متعلق به دوران نوجوانی است - عشق‌های رمانتیک زودگذر - لودوس ابراز ظاهری عشق است - کثرت گرا نسبت به شریک عشقی - به اصطلاح فرد را تا لب چشمه برده و تشنه بازمی‌گرداند -رابطه دراز مدت بعید بنظر می‌رسد.
6. فیلو (philo): عشق برادرانه - عشقی که مبتنی بر پیوند مشترک است -عشقی که بر پایه وحدت و همکاری بوده و هدف آن دستیابی به منافع مشترک است.
7. استورگ (storge): عشق دوستانه - وابسته به احترام و نگرانی نسبت به منافع متقابل - در این عشق همنشینی و همدمی بیشتر نمایان است - صمیمانه و متعهد- رابطه دراز مدت است - پایدار و بادوام - فقدان شهوت.
8. پراگما (pragma): عشق منطقی - این مختص افرادی است که نگران این موضوع می‌باشند که آیا فرد مقابلشان در آینده پدر یا مادر خوبی برای فرزندانشان خواهند شد؟ عشقی که مبتنی بر منافع و دورنمای مشترک است - پایبند به اصول منطق و خردگرا است - همبستگی برای اهداف و منافع مشترک.
9. مانیا (mania): عشق افراطی - انحصارطلب، وابسته و حسادت‌برانگیز - شیفتگی شدید به معشوق - اغلب فاقد عزت نفس -عدم رضایت از رابطه - مانند وسوسه می‌ماند و می‌تواند به احساسات مبالغه‌آمیز و افراطی منجر گردد - عشق دردسر ساز - عشق وسواس گونه.
10. اگیپ (agape): عشق الهی - عشق فداکارانه و از خودگذشته-عشق نوع‌دوستانه (تمایل انجام دادن کاری برای دیگران بدون چشمداشت) - عشق گرانقدر
11. ساغر (saghar): ترکیبی از با ارزشترین عشق‌ها -دیوانگی-جنون (تمام لحظات به یاد معشوق بودن)-بی خوابی و کابوس شبانه-

## عشق عرفانی
عشق از مسائل بنیادین عرفان و تصوف اسلامی است، چندانکه بدون در نظر گرفتن آن، عرفان و حکمت متعالیه قابل فهم نیست. البته عشق از مقولاتی است که تعریفش به ذات، نامیسر است و کنه‌اش در غایت خفا و پوشیدگی است.
عشق از مصدر عَشق(=چسبیدن و التصاق) است. به گیاه پیچک عَشَقه گویند زیرا بر تنه درخت می‌پیچد و بالا می‌رود و آن را خشک می‌کند؛ و این تمثیل حالت عشق است که بر هر دلی عارض شود احوال طبیعی او را محو می‌کند.
مورخان از رشد تدریجی تصوف سخن گفته‌اند که باعرفان زهدی و خوفی آغاز و به‌تدریج به عشق و دل‌سپردگی تبدیل می‌شود و سرانجام بر معرفت و شناخت باطنی تأکید می‌کند. نویسندگان زیادی دربارهٔ عشق نوشته‌اند از رابعه وحلاج تا غزالی و به خصوص برادرش احمد غزالی و بعدها عین القضات همدانی و عطار نیشابوری، اما ابن عربی و جلال الدین محمد مولوی، هرچند در دو جریان متفاوت، در صدر شرح دهندگان عشق بوده‌اند.

## عشق در کلام بزرگان صوفیه
| هرچه گویم عشق را شرح و بیان |  | چون به عشق آیم خجل باشم از آن |

کلام مولانا اساساً چیزی بجز عشق نیست، عشق مانند سایر اجزاء جهان حقیقتی است سیال و مواج و توقف و درنگ ناپذیر، و در حقیقت عنایت و هدایتی است الهی و تفسیر آن در دفتر و کتاب نگنجد.
| عشق جز دولت وعنایت نیست |  | ز گشاد دل وهدایت نیست     |
| عشق را بوحنیفه درس نگفت |  | شافعی را در او روایت نیست |

عشق در کلام روزبهان بقلی فسایی
«عشق سیفی است که از عاشق سر حدوث برمی‌دارد. عشق کمالی است که از کمال حق است، چون در عاشق پیوندد، از صرف عبودیت و حدوثیت به جلال الهیت، ظاهر و باطنش ربّانی شود. ذکر موت بر ایشان روا نباشد. هر که به عشق حق زنده باشد دگر موت بر وی راه نیابد.»
عشق در کلام بایزید بسطامی
«هرکه را محبت حق بکشد دیت او دیدار حق است، و هرکه را عشق حق او را بکشد دیت او همنشینی با حق است.» (به نقل از عوارف المعارف، سهروردی)
| تا رفت دیده و دل من در هوای عشق       |  | بنمود جا به کشور بی منتهای عشق    |
| وارسته گشت و صرفنظر کرد از دو کون     |  | اینسان شود کسی که دهد دل برای عشق |
| ما راست عشق و هرکه به عالم جز این بود |  | بیگانه باشد او، نشود آشنای عشق    |

عشق در کلام شاه نعمت‌الله ولی
| تن به جان زنده است و جان از عشق |  | در بدن روح ما روان از عشق     |
| عشق داند که ذوق عاشق چیست       |  | باز جو ذوق عاشقان از عشق      |
| هرچه در کاینات موجود است        |  | جُـود عشق است و باشد آن را عشق |
| عاشقان عشق را به جان جویند      |  | عاقلان اند غافلان از عشق      |
| نعمت‌الله که میر مستان است       |  | می‌دهد بنده را نشان از عشق     |

عشق در کلام جواد نوربخش
«صوفی در پیشگاه حق به تسلیم و رضا می‌ایستد که: من راضی به رضای توأم و بدون آنکه هیچ گونه توقعّی داشته باشم از روی محبت به تو عشق می‌ورزم و در اندیشهٔ پاداشی نیستم. برهمین اساس است که عشق صوفیان نسبت به خدا بدون انتظار و چشم داشت و برکنار از ترس و وحشت است که صوفی خواست و تمنّایی ندارد و قهر و جفای او را همان اندازه می‌پسندد که وفایش را، معدودی از صوفیان در طریق عشق و دوستی به مرحله‌ای رسیده‌اند که در معشوق (حق) فنا شده‌اند و مولانا در حقشان فرموده‌است:
| جمله معشوق است و عاشق پرده‌ای |  | زنده معشوق است و عاشق مرده‌ای |

«عشق نتیجه محبت حق است و محبت صفت حق، اما در حقیقت محبت صفت ارادت حق است که از صفات ذات می‌باشد. چون عشق به عام تعلق گیرد، آن را ارادت گویند، و آفرینش موجودات نتیجه آن ارادت است. چون به خاص تعلق گیرد، آن را رحمت گویند، چون به اخص تعلق گیرد، آن را نعمت گویند و این نعمت ویژه انسان است و مرتبه تمامی نعمت منعم».
| بی عشق جهان بلاست یکسر    |  | ناکامی و ابتلاست یک سر    |
| آن کس که به عشق آشنا نیست |  | بیگانه به چشم ماست یک سر  |
| عشق است اساس آفرینش       |  | هرچیز از آن به پاست یک سر |
| بی عشق حیات هیچ و پوچ است |  | بیهوده و نارواست یک سر    |
| هر دل که نسوزد از غم عشق  |  | جای هوس و هواست یک سر     |
| گر اهل دلی به عشق رو کن   |  | نا سوخته دل بلاست یک سر   |
| عمری دل نوربخش با عشق     |  | آسوده ز ماسواست یک سر     |
|                           |  | جوادنوربخش                |

| ماییم در سراچه هستی گدای عشق    |  | خدمتگزار عالم و آدم برای عشق       |
| از پا فتاده‌ایم مگر حق مدد کند   |  | تا طی کنیم راه وصالش به پای عشق    |
| در مردم زمانه صفایی ندیده‌ایم    |  | خو کرده‌ایم از دل و جان با صفای عشق |
| با پای بی نشانی و با حال بی‌خودی |  | شاید رسیم در حرم کبریای عشق        |
| در کشتی امید به گرداب حیرتیم    |  | ما را مگر نجات دهد ناخدای عشق      |
| از ما مپرس مسئله کفر و دین دگر  |  | کفر است در طریقت ما ماسوای عشق     |
| از ملک عقلِ خیره بشدّت دلم گرفت   |  | ای بخت همّتی که پرم در هوای عشق     |
| در خانه من و تو بجز دردسر نبود  |  | باید پناه برد به دولتسرای عشق      |
| ای نوربخش گوش سر خویش را ببند   |  | تا بشنوی به گوش دل خود ندای عشق    |
|                                 |  | جوادنوربخش                         |

### عشق در نزد غربی‌ها و مقایسه آن با نظر صوفیه
«عشق در ذهن غربیان معمولاً به عنوان کششی تلقی می‌شود که موجب محبت انسان به همنوعان او می‌گردد و در نوع عالی آن باعث جلب افراد انسان به سوی حقیقت است. از نظر غربی‌ها عاشق باید بیاموزد که چگونه دوست داشته باشد. اما این نحوه تلقی برای صوفیه بسیار ابتدایی است. عشق برای صوفی از جمله عواطف نیست، بلکه جذبه‌ای است الهی. در تصوف وقتی صحبت از عشق الهی به میان می‌آید منظور کششی است که از جانب حق متوجه صوفی می‌شود و صوفی را به حق می‌کشاند؛ بنابراین تأکید نه بر کوشش عاشق بلکه بر کشش حق است. به همین دلیل صوفیه گفته‌اند که: عشق آمدنی است و مانند سیلی است خروشان، و صوفی منتظر است تا این سیل در رسد و او را با خود ببرد. به قول مولوی:
| عاشقان در سیل تند افتاده‌اند |  | برقضای عشق دل بنهاده‌اند |

## عشق در نظر نویسندگان و شاعران معاصر
فروغ فرخزاد، موضوع اصلی شعرهای فروغ عشق است و این عشق را از نگاه متفاوت و زنانه و بسیار شخصی خود به نمایش می‌گذارد؛ کاری که پیش از این هیچ زن شاعری نکرده بود. زنانگی طوری در تاروپود شعر فروغ تنیده شده که نمی‌توان آن را از شعر، یا شعر را از آن جدا کرد.
احمد شاملو، خود عاشق بود و این عشق تأثیر زیادی بر اشعار او داشت، در زمانی که شاملو در توقف کامل آفرینش هنری به سر می‌برد و تحت تأثیر آشنایی با معشوقه خود «آیدا» شعرهای مجموعه آیدا: درخت و خنجر و خاطره! و آیدا در آینه را می‌سراید. او دربارهٔ اثر آیدا در زندگی خود به مجله فردوسی گفت: «هر چه می‌نویسم برای اوست و به خاطر او… من با آیدا آن انسانی را که هرگز در زندگی خود پیدا نکرده‌بودم پیدا کردم».
فاضل نظری، در شعری می‌گوید: «شباهت تو به من هر چه بود ثابت کرد که فصل مشترک عشق و عقل تنهاییست».
پوریا ابراهیمیان، در شعری عشق را به بت تشبیه کرده و عاشق را یک کافر در نظر گرفته‌است که معشوق خود را می‌پرستد.
| شعرها، از عشق تو پر شده‌است                  |  | تو نمیدانی ولی عشق با تو آغاز شده‌است |
| می‌پرستم تو را لحظه ای، آه یادم آید که تویی! |  | تو شدی بُت، دل با عشق تو کافر شده‌است  |

ماهیت عشق از نگاه اسلام

## دیدگاه‌های علمی
در طول تاریخ دو مقوله فلسفه و دین بیشترین مطالب را راجع به مفهوم عشق بیان کرده‌اند. درقرن گذشته روان‌شناسی در مورد عشق به وفور اظهار نظر کرده‌است. امروزه علوم روان‌شناسی تکاملی، زیست‌شناسی تکاملی، مردم‌شناسی، علم اعصاب و زیست‌شناسی در مورد ماهیت عشق و عملکرد آن بحث‌های زیادی را مطرح کرده‌اند.
در مدل‌های زیست‌شناسی مربوط به جنسیت، عشق به عنوان یک غریزه موجود در پستانداران همانند گرسنگی و تشنگی مطرح شده‌است. روان‌شناسی عشق را پدیده‌ای اجتماعی و فرهنگی قلمداد می‌کند. رابرت اشتنبرگ روان‌شناس معروف، مدل مثلثی عشق را مطرح کرد و عشق را شامل سه عنصر دانست: صمیمیت، تعهد و شهوت. افراد در مرحله صمیمیت رازها و جزئیات زندگی شخصی خود را برای یکدیگر بازگو می‌کنند. صمیمیت معمولاً در دوستی یا عشق رومانتیک بروز می‌کند. تعهد انتظار تداوم رابطه عاشقانه تا ابد است. شهوت یا رابطه جنسی سومین قالب عشق است که مهم‌ترین پارامتر محسوب می‌شود. یلا این مدل را اندکی تغییر داد و شهوت را به دو جزء شهوت نفسانی و شهوت رومانتیک تقسیم‌بندی کرد.

### تفاوت عشق و شهوت
محققان دانشگاه شیکاگو می‌گویند؛ حرکات چشم نشان می‌دهد که به چه کسی به چشم شریک و معشوق آینده نگاه می‌کنید و چه کسی به عنوان شریک جنسی، نظرتان را گرفته‌است. تحقیقات قبلی که زیر نظر خانم کاسیوپو صورت گرفته نشان داده بود که عشق و میل جنسی نقاط مختلفی را در مغز فعال می‌کنند. تحلیل داده‌ها نشان داد در نگاه عاشقانه چشم روی صورت متمرکز و ثابت می‌ماند اما در نگاه شهوانی چشم، از صورت به سمت دیگر اعضای بدن حرکت می‌کند و بر روی بدن ثابت می‌شود. کاسیوپو می‌گوید این بررسی نشان می‌دهد کشش جنسی تا حدی محصول تجربیات صرفاً حسی (sensory) است اما عشق انعکاس انتزاعی‌تر این احساسات است.
در عقاید پیشینیان نیز همان‌طور که در ماهی (صورت فلکی) دیده می‌شود مردم دو ماهی جدا از هم را در نظر می‌گرفتند که یکی نماد عشق و دیگری نماد شهوت بوده و در آلفای این صورت فلکی، ستاره رشا (به معنی ریسمان)، در هم گره می‌خوردند.

## منشأ شیمیایی
بر اساس شواهد علم اعصاب هنگامی که فرد عشق خود را بروز می‌دهد، تعدادی عنصر هورمون در مغز فرد فعال می‌شوند. این هورمون‌ها عبارتند از: تستسترون، استروژن، دوپامین، نوراپی نفرین، سروتونین، اکسی‌توسین و وازوپرسین. درهنگام برقراری رابطه جنسی یا احساسات شهوانی میزان تستسترون و استروژن در مغز افزایش پیدا می‌کند. معمولاً دوپامین، نوراپی نفرین و سروتونین در مرحله جذب نظر فرد مقابل، حضور پررنگ تری دارند. به نظر می‌رسد اوکسی توسین و وازوپرسین به روابط پردوام و قوی ارتباط دارند.
در دسامبر ۲۰۰۵، در دانشگاه پاویاواقع در ایتالیا دانشمندان متوجه شدند که وقتی فرد برای اولین بار عاشق می‌شود، میزان مولکولی که به عنوان NGF عامل رشد عصبی شناخته می‌شود افزایش می‌یابد اما پس از یکسال ارتباط بین طرفین مقدار این مولکول به حالت اول بر می‌گردد.
«سطح NGF در افرادی که عاشق بودند بسیار بیشتر بود (P<۰٫۰۰۱) [به‌طور متوسط ۲۲۷(۱۴)Pg/ml] و این مقدار در مورد افرادی که رابطه دراز مدتی را تجربه کرده‌اند و افرادی که هیچ ارتباط عاشقانه‌ای نداشته‌اند به ترتیب برابر [۱۴۹(۱۲)pg/ml], [۱۲۳(۱۰)pg/ml] بود. همچنین میان میزان NGF و شدت رابطه عاشقانه همبستگی معنی داری وجود داشت (r=۰٫۳۴ ,p=۰٫۰۰۷). درغلظت بقیه NTها هیچ تفاوتی مشاهده نشد. در ۳۹ مورد که فرد بعد از ۱۲ تا ۲۴ ماه هنوز رابطه عاشقانه را حفظ کرده بود اما به عقیده خودشان وضعیت روانی شان نسبت به زمان آشنایی تفاوت کرده بود سطح NGF کاهش یافته بود و تقریباً برابر سطح NGF گروه کنترل بود.»

## مراحل عاشق شدن
عاشق شدن یک فرایند شیمیایی است. وقتی فردی عاشق می‌شود، مجموعه‌ای از واکنش‌ها در بدن او رخ می‌دهد. به عقیده کارشناسان این تغییر و تحولات شیمیایی تضمین‌کننده بقای گونه انسان هاست. نشانه‌های عاشق شدن، که شبیه بروز کردن علایم بیماری هاست، به وضوح قابل شناسایی است؛ از عرق کردن دست‌ها گرفته تا از بین رفتن اشتها و حس سرخوشی و همچنین سرخ شدن گونه‌ها و تپش قلب. عشق مراحل مختلف دارد. شروع شدن هر کدام از این مراحل با ترشح مجموعه‌ای از مواد شیمیایی همراه است که واکنش‌های فیزیکی خاصی را سبب می‌شود. محققان مجموعه‌ای از ترکیبات شیمیایی را شناسایی کرده‌اند که در هر کدام از این مراحل ترشح می‌شوند.
مرحله اولحس جنسی
حس شهوت نتیجه ترشح هورمون‌های جنسی تستوسترون و استروژن است. تستوسترون تنها ویژه مردان نیست و مشخص شده که این هورمون در نیروی جنسی زنان هم تأثیر عمده‌ای دارد.
مرحله دومجذب شدن
این مرحله وقتی است که آدم‌ها عاشق می‌شوند و دیگر به هیچ چیز دیگر فکر نمی‌کنند. آن‌ها ممکن است حتی کم اشتها و کم خواب شوند و روزانه ساعت‌ها به عشق جدیدشان فکر کنند. در مرحله جذب شدن به فرد مقابل، گروهی از مواد شیمیایی از گروه پیام‌رسان‌های عصبی (neuro-transmitters) به نام مونو آمین نقش مهمی دارد. این مواد عبارتند از:
دوپامین: که با مصرف کوکائین و نیکوتین هم می‌تواند فعال شود.
نوراپی‌نفرین: که به نام آدرنالین هم شناخته می‌شود و افزایش آن در بدن می‌تواند سبب عرق کردن و تپش قلب شود.
سروتونین: یکی از مهم‌ترین ترکیبات شیمیایی عشق است که می‌تواند ما را به‌طور موقت به حالت دیوانگی برساند.
مرحله سومحس وابستگی
اگر قرار باشد رابطه‌ای ادامه یابد، وابستگی، حسی است که بعد از جذب شدن به یک نفر ایجاد می‌شود و در صورتی که مرحله جذب شدن همچنان ادامه یابد، می‌تواند منجر به تولیدمثل شود.
در این مرحله دو هورمون توسط دستگاه عصبی ترشح می‌شود که در بروز حس وابستگی اجتماعی نقش دارد:
وازوپرسین: ماده شیمیایی ای که در مرحله تعهد طولانی مدت نقش دارد. آزمایش‌هایی که روی موش‌های آفریقایی انجام شده، نشان می‌دهد که کاهش وازوپرسین در مردان به سرعت سبب بدتر شدن رابطه بین شریک‌های زندگی و کاهش وفاداری می‌شود.
اکسی‌توسین: این ماده به هنگام زایمان از غده هیپوتالاموس ترشح می‌شود و به خروج شیر از پستان کمک می‌کند. از جمله کارکردهای دیگر این هورمون کمک به ایجاد پیوندی قوی بین مادر و فرزند است. این هورمون در لحظه اوج لذت جنسی در هر دو جنس ترشح می‌شود و اعتقاد بر این است که باعث محکم تر شدن رابطه بین بزرگسالان نیز می‌شود.

## ابعاد عشق
عشق دارای سه بعد است:
- صمیمیت: احساس تعلق خاطر، وابستگی، دلتنگی و بی‌قراری در غیبت یار، آشکار کردن رازها و مخفی نکردن اسرار، بی مرزی و ارتباط دائم.
- تمنای جنسی و عاطفی: تحریک جنسی توسط معشوق و لذت بخش بودن هر ارتباط فیزیکی و همچنین تمنای دائم نوازش و توجه توسط معشوق که موجب ارضای کامل و لذتبخش جنسی ـ روانی می‌شود.
- همدلی: همراهی و همنوایی و اشتراک نظر کامل، در کوتاه مدت هر گونه تصمیم و انتخاب فرد منوط به ابراز نظر طرف دیگر می‌شود و در دراز مدت هر گونه برنامه‌ریزی برای آینده با مشارکت کامل دو طرف صورت می‌گیرد.

میزان عشق بستگی مستقیم به قدرت و باروری هر یک از این ابعاد سه‌گانه مثلت عشق دارد هر چقدر ابعاد این مثلث افزایش یابد، عشق قدرت و گستردگی و تأثیر بیشتری در زندگی دو طرف خواهد داشت.
براساس این نظریه انواع دیگر روابط میان افراد بشر نیز مورد نظر قرار گرفته‌اند:
ـ رابطه معمولی: فقدان همه ابعاد عشق که شامل تمام روابط بشر با دیگران می‌شود.
ـ دوست داشتن/ دوستی: دو طرف نوعی از صمیمیت را دارند این رابطه به دوستی صمیمی منجر می‌شود.
ـ عشق جنسی: در غیاب دو بعد دیگر عشق، تحریک جنسی و رابطه جنسی پس از مدتی ممکن است بدون ارتقاء با دو بعد دیگر بی هیچ نتیجه‌ای خاتمه یابد.
ـ عشق تهی: این نوع رابطه معمولاً در ازدواج‌های از پیش تعیین شده که خانواده‌ها بر دو طرف تحمیل می‌کنند رخ می‌دهد و تنها دارای بعد همدلی است.
ـ عشق رومانتیک: در این نوع رابطه بین دو نفر تمنا و ارضای جنسی به همراه صمیمیت وجود دارد اما هنوز منجر به همدلی نشده.
ـ عشق همدلانه: معمولاً رابطه‌ای بین فرزندان و والدین و برادران و خواهران یا برخی دیگر از اعضای نزدیک خانواده یا دوستان بسیار صمیمی است که دو بعد صمیمیت و همدلی را دارد.
ـ عشق ابلهانه: هنگامی که همدلی و ارضای جنسی وجود دارد اما صمیمیت و اعتماد متقابل وجود ندارد، این رابطه معمولاً دوام چندانی ندارد و منجر به تکامل و رشد زندگی دو زوج نمی‌شود.
ـ عشق بارور: تنها رابطه عاشقانه تکامل یابنده‌ای است که هر سه بعد عشق در روابط دو زوج به‌طور کامل و کافی وجود دارد و دو نفر با اتکاء به آن می‌توانند زندگی مشترک خود را آغاز کنند.

## دیدگاه‌های فرهنگی

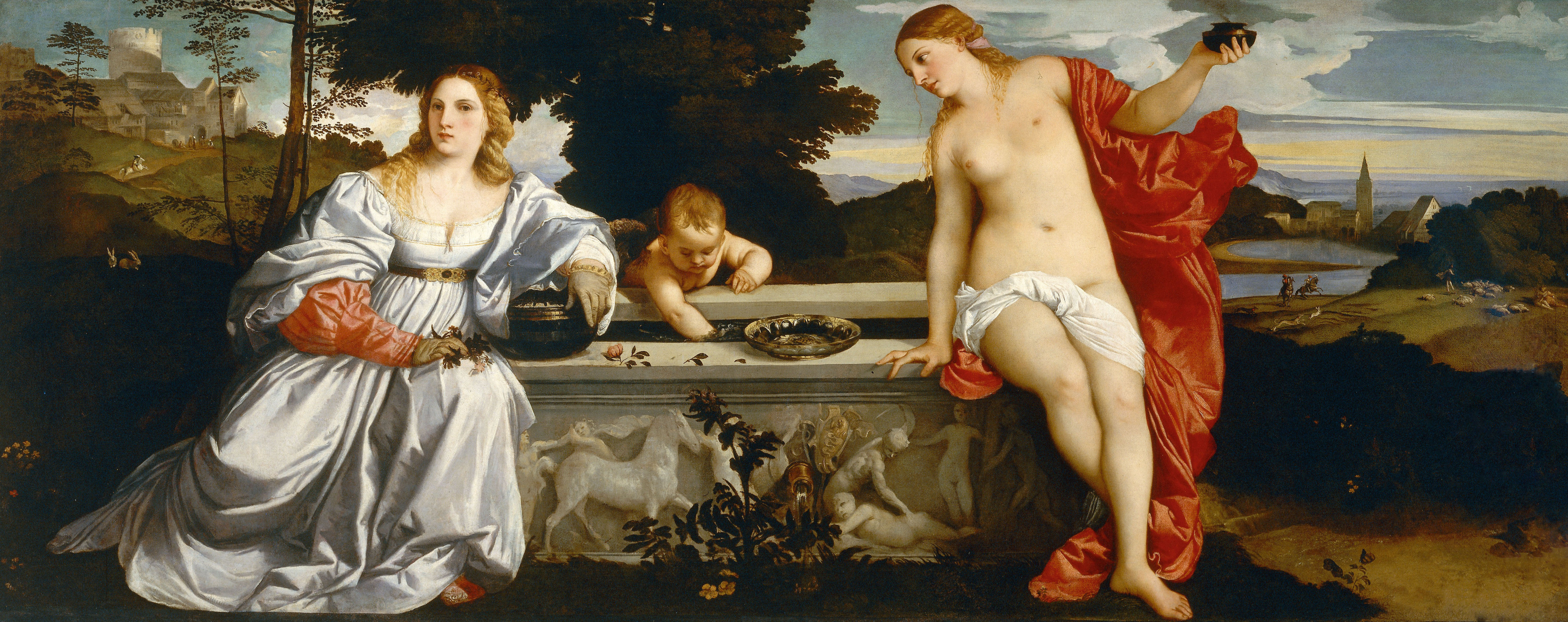
تکفیر و تقدیس عشق اثر تیسین

اگرچه در مورد تعریف عشق و ماهیت آن در بین فرهنگ‌های مختلف تشابهاتی وجود دارد و اغلب فرهنگ‌ها عشق را نوعی تعهد، دلسوزی، شفقت و شهوت می‌دانند که در همه انسان‌ها وجود دارد، اما میان این فرهنگ‌ها اختلافاتی هم وجود دارد. برای مثال در هند که معمولاً ازدواج طبق روال تعریف شده و سنتی صورت می‌گیرد اعتقاد برآن است که عشق ضرورت اولیه برای ازدواج نیست و عشق پس از ازدواج به وجود می‌آید؛ درحالی‌که در فرهنگ غرب عشق لازمه ازدواج است.
در ایران برای بیان پدیده عشق واژگان زیادی بچشم می‌خورد، که برخی از زمان‌های دور وجود داشته‌است. در متون اوستا و در گاتاها بارها از مهر و دوستی سخن میان رفته و در متون به جای مانده از زبان پارسی میانه هم وجود دارد. واژگانی مانند آغاشه در اشعار رودکی بچشم می‌خورد. مهر و عشق و آغاشه و شیفتگی و ایشکای و دلدادگی و شیدایی همه از واژگانی هستند که در ایران زمین برای پدیده عشق به کار رفته یا می‌رود. در اشعار هم بخشی از داستان‌های شاهنامه یا اشعار نظامی گنجوی و خواجوی کرمانی و عیوقی و جامی و وحشی بافقی و اهلی شیرازی و… به بیان داستان‌های عاشقانه پرداخته و بسیاری شعرا هم به بررسی ماهیت عشق در حالتی جدا از اوصاف صوفیه کارکرده‌اند مانند حافظ و سعدی و باباطاهر و خیام و رودکی که هم غزل و هم رباعی عاشقانه و سوزناک دارند و هم به بررسی ماهیت و کارآمدی عشق پرداخته‌اند. در ادبیات صوفیه هم که راه رسیدن به خدا و حق پاکی و محبت است برای جذب در راه خدا و جدایی از دنیا علاقه‌های ذاتی به خدا را در درون خود می‌پروردند و به حالتی از جذب در راه حق می‌رسیدند که بدان عشق عرفانی می‌گفتند و اشعار بیشماری در همین مورد عشق سراییده‌اند که معشوق خود را خدا می‌دانستند. مولوی و عطار و ابوسعید ابی الخیر و سنایی غزنوی از این دسته شاعران هستند. پاره‌ای از شاعران مدح گوی درباری در وصف ممدوحان خود از عبارات و مثل‌های عاشقانه زیادی استفاده نموده‌اند. انوری و عنصری و عسجدی و فرخی سیستانی هم ازین دست شاعران هستند.

## دیدگاه‌های مذهبی
عشق در ادیان اولیه ترکیبی از تعهد جاذبه‌ای و عبادی به نیروهای طبیعت بود (مشرکان چند خدایی). بعدها در ادیان جدیدتر این جذبه به سوی اشیاء واحد و انتزاعی مانند خداوند، قانون، کلیسا، و دولت سوق پیدا کرد (تک خدایی).
دیدگاه سوم در این زمینه به دیدگاه وحدت وجود معروف است و ادعا می‌کند همواره بین آنکه می‌پرستد و آن‌که پرستیده می‌شود تفاوت وجود ندارد. عشق حقیقتی است که ما بر اساس آن در طی زمان خود را ناصحیح به صورت موجودی منزوی تفسیر می‌کنیم.

### اسلام
قرآن در سورهٔ روم آیهٔ ۲۱ چنین آورده‌است:

و از نشانه‌های خداوند اینکه همسرانی از جنس خودتان برای شما آفرید، تا در کنار آن‌ها آرامش یابید، و در میانتان دلسوزی و دوست گرایی قرار داد، آری در این [نعمت] برای مردمی که می‌اندیشند قطعاً نشانه‌هایی است.
بر اساس دیدگاه مراجع شیعه، بیان عشق میان دختر و پسر (بدون قصد ازدواج) گناه است، چرا که ترس افتادن به گناه و ایجاد مشکلات دیگر در میان است، ولیکن خواستگاری برای ازدواج مانعی ندارد. تا وقتی که نگرانی از بروز گناه و فساد جنسی، در میان نباشد، داشتنِ صرفِ محبت و عشقِ قلبی اشکالی ندارد.
از احادیث پیامبر اسلام است که: «اگر مرد به زن خود بگوید «تو را دوست دارم» هرگز این کلام از دل و ذهن زن خارج نمی‌شود و همواره در خاطر او باقی می‌ماند»
در احادیثی که از امامان شیعه نقل شده که باید عشق و دوستی نسبت به همه موجودات داشته باشید تا آنجا که حتی اگر شما سوار بر اسب خود به چشمه و رود آبی رسیدید و هم شما و هم حیوان تشنه بودید ابتدا باید حیوان را سیراب نمایید و بعد خود آب بنوشید.

### مسیحیت
در انجیل از عشق به عنوان مجموعه‌ای از اعمال و رفتارها نام برده شده‌است که معنایی وسیع‌تر از ارتباط احساسی دارد. عشق مجموعه‌ای از رفتارهای انسان است که انسان بر اساس آن‌ها عمل می‌کند. در انجیل به افراد سفارش شده که علاوه بر معشوق خود و حتی دوستانشان دشمن خود را نیز دوست داشته باشند. در انجیل از این عشق فعال در قرنتیان ۸–۴: ۱۳ سخن به میان آمده‌است:
 عشق صبور است، عشق مهربان است. هرگز حسادت نمی‌کند، هرگز به خود نمی‌بالد، مغرور نیست. گستاخ نیست و خودخواه نیست، به سادگی خشمگین نمی‌شود، خطاهای دیگران را به خاطر نمی‌سپارد. عشق از همدمی با شیطان لذت نمی‌برد بلکه دوست دار حقیقت است. همواره حافظ است، همواره به دیگران اعتماد دارد، همواره امیدوار است و همواره پاینده است. عشق هرگز شکست نمی‌خورد.

## مباحث مربوط به تعریف عشق
در اغلب لغت‌نامه‌ها «عشق» به عنوان علاقه شدید یا انس قلبی تعریف می‌شود.
1. به‌طور کلی «علاقه» یک حالت ذهنی یا احساسی است که در طی آن فرد برای کسی یا چیزی نگران و دلواپس است. همچنین توجه و علاقه به کسی همواره با عدم قطعیت مسئولیت‌پذیری و درک مخاطب همراه است و عامل ایجاد اضطراب است. مراقبت از اشیاء مانند یک خانه معمولاً به صورت نگهداری و محافظت از آن‌ها یا پذیرش مسئولیت در قبال آن‌ها همراه است.
2. «دوستی» - رابطه یا همکاری مناسب بین دو فرد.
3. «وصال» - ذوب شدن عاشق در معشوق؛ حالت نهایی عشق راستین.
4. «خانواده» - افرادی که از طریق اصل و نسب با یکدیگر ارتباط دارند.
5. «پیوند روحی» - رابطه بین فرد و فردی که جزئی از وجود وی است.